# Zaharije Prvosavljević
Zaharije Prvosavljević war der Sohn des Prvoslav und Enkel Mutimirs. Er herrschte als Groß-Župan über Fürstentum Raszien von ca. 921 bis 924.

## Leben
Trotz der byzantinischen Unterstützung, die er genoss, wurde Zaharije Prvosavljević von den Bulgaren geschlagen und Serbien 924 dem Bulgarischen Reich einverleibt. Prvosavljević floh währenddessen nach Kroatien, wo der erste König der Kroaten, Tomislav herrschte.